# Rizatriptán
El rizatriptán es un medicamento que pertenece al grupo de los triptanes y se utiliza para el tratamiento del dolor agudo de cabeza producido por la migraña o hemicránea. No es útil como tratamiento preventivo, ni tampoco en otros tipos de cefaleas como la cefalea tensional. Está emparentado con otros fármacos que pertenecen a su misma familia, como el sumatriptán, zolmitriptán, almotriptán, naratriptán, eletriptán y frovatriptán.
Se presenta en comprimidos de 10 mg, la dosis habitual es 5 o 10 mg por vía oral que pueden repetirse a las dos horas si no ha desaparecido el dolor, no se deben sobrepasar los 30 mg en 24 horas.
Está contraindicado su empleo si el paciente sufre enfermedad coronaria, angina de pecho o antecedentes de infarto de miocardio, también cuando existe isquemia periférica o claudicación intermitente, por poder agravar la falta de riego arterial que se produce en estas situaciones.